# قدور محمصاجي
قدور محمصاجي (1933)، كاتب جزائري جمع بين الرواية، والمسرح، والشعر، والقصة، والأنثروبولوجيا، والتاريخ العثماني والجزائري، والصحافة، وأدب الطفل، لأكثر من ستين عاماً، منحدر من أسرة تربت وترعرعت في سور الغزلان الجزائرية (البويرة) في سنة 1933.

## سيرته المهنية
قدور محمصاجي، كاتب جزائري باللغتين العربية والفرنسية، من مؤسسي اتحاد الكتاب الجزائريين في العام 1963، حيث تقلَّد منصب نائب للرئيس، عمل صحفياً في الإذاعة والتلفزيون وحالياً في الصحافة المكتوبة في صفحته المعنونة بـ «زمن القراءة» بجريدة الاكسبريسيون.
يُعتبر أول كاتب جزائري ترجم إلى الصينية والأكثر شهرة في الصين، من أشهر أعماله مسرحية «الكاشفة» عن دار سيبرالفرنسية في عام 1959 كتبها بعمر الثامنة عشر عاماً،  و يتحدث من خلاله عن المرأة الجزائرية ودورها في نهضة البلاد، وضرورة الاهتمام بها تعليماً وتربيةً، ورواية «صمت الرماد» في عام 1963 التي تم تحويلها لفيلم قصير في عام 1976، بالإضافة لديوان «نعم الجزائر» وهو من أبرز أشعاره وقد تُرجم لعدة لغات.
كتب في تفرعات أدبية مختلفة ومنها في الأدب الشعبي طرح من خلاله الحياة الاجتماعية والأسرية واللغوية في الجزائر العاصمة، وكذلك فند أقاويل البعض عن شبهات الشعوذة التي تلحق بلعبة " البوقالة التراثية"، حيث  تطرق ذلك في كتابه باللغة الفرنسية عام 1989 تحت عنوان " البوقالة: مساهمة في معرفة هذه التسلية التربوية الشعبية"، وهو إرث شعبي تمارسها النساء خاصة في سهرات رمضان الكريم يعود إلى مئات السنين منذ العهد الفينيقي بالتحديد، وهو عبارة عن أبيات شعرية من الشعر الشعبي تحمل مواضيع ومعاني مختلفة، حيث تستعرض النساء في الجمعات بالمناسبات ويتباهين بما حفظنه عن أسلافهن، وأنشأ محمصاجي ندوات في الموضوع ذاته وعدداً كبيرًا من الحصص الإذاعية، حتى أنه كان يقدم اللعبة على المباشر في رمضان، بالإضافة دوَّن في التاريخ عام 2007 في  كتابه عن "الأمير عبد القادر" الصادر عن ديوان المطبوعات الجامعية الجزائرية، فيه وقفة عند هذه الشخصية في شبابها وطفولتها وولايتها للإمارة ومعاركها العسكرية، وكتاب "القصبة زمان" يتحدث عن تاريخ الجزائر من ظهورها حتى تحولها إلى عاصمة لإحدى أقوى دول المتوسط وعن الحياة والتقاليد الجزائرية العريقة وتصوير أمكنة المدينة بتفاصيلها الأصيلة، وكتب في الأدب الروائي الجزائري إحداها رواية " مقهى"، وكذلك كتب أول قصة للأطفال سنة 1967 بعنوان " ديك الحطاب" صُدر لدى منشورات القصبة الجزائرية و" الطائر الأزرق " الصادر عند دار بركات اللبنانية.

## تكريمات
- احتفت جمعية الألفية الثالثة عام 2017 بالكاتب والأديب والصحفي قدور محمصاجي، عرفاناً بمجهوداته الكتابية في خدمة الدولة الجزائرية.[9]

## روابط خارجية
- مقابلة جريدة الجزائر نيوز الإلكترونية الإخبارية مع الكاتب والأديب قدور محمصاجي